# Nieuw-Guinese wespendief
De Nieuw-Guinese wespendief (Henicopernis longicauda) is een vogel uit de familie van de havikachtigen (Accipitridae).

## Verspreiding en leefgebied
Deze soort is endemisch in Nieuw-Guinea.